# Álfrún Gunnlaugsdóttir
Álfrún Gunnlaugsdóttir (Reykjavík,  18 de março de 1938 – Reiquiavique, 15 de setembro de 2021) é uma escritora islandesa e tradutora de espanhol para o islandês.
Estudou filosofia e letras na Catalunha, na Universidade Autônoma de Barcelona. Fez o doutorado na Universidade de Lausanne, na Suíça, de 1966 a 1970. Entre 1977 e 1987 foi professora adjunta e em 1988 professora titular na Universidade da Islândia, ocupando a cátedra de filosofia. Vive no bairro de Seltjarnarnes, em Reykjavík.

## Obras
- 1982 - Af manna völdum - Tilbrigði um stef
- 1985 - Þel, Prêmio de Literatura DV
- 1991 - Hringsól
- 1995 - Hvatt að rúnum
- 2000 - Yfir Ebrofljótið
- 2008 - Rán
- 2012 - Siglingin um síkin